# Monostichoplana
Monostichoplana är ett släkte av plattmaskar. Monostichoplana ingår i familjen Otoplanidae.
Kladogram enligt Catalogue of Life och Dyntaxa:
| Monostichoplana | \| \| Monostichoplana filum \| \| \| \| \| \| Monostichoplana tenuissima \| \| \| \| |
|                 | \| \| Monostichoplana filum \| \| \| \| \| \| Monostichoplana tenuissima \| \| \| \| |
|                 | Monostichoplana filum                                                                |
|                 |                                                                                      |
|                 | Monostichoplana tenuissima                                                           |
|                 |                                                                                      |